# Саліх-реїс
Саліх-реїс (тур. Salih Reis, осман. صالح ريس, близько 1488—1568) — сьомий бейлербей Алжиру, османський корсар і адмірал. У деяких європейських джерелах, зокрема в Іспанії, Франції та Італії він відомий також як Сала-реїс, Салах-реїс та Салек-реїс. У 1529 році Саліх разом з Айдин-реїсом брав участь у османсько-іспанській битві біля острова Форментера, під час якої османи знищили іспанський флот, командувач якого Родріго Портундо загинув у бою. У 1538 році він командував правим крилом османського флоту в морській битві при Превезі, де османські війська під командуванням Хайреддіна Барбароси розгромили Священну лігу Карла V під командуванням Андреа Доріа. У 1551 році, за свої заслуги під час османського завоювання Триполі (в сучасній Лівії), був підвищений до звання паші і став бейлербеєм Алжиру і командувачем (Bahriye Beylerbeyi) Османського флоту у Західному Середземномор'ї.

## Передумови та рання кар'єра
Саліх-реїс народився в Александрії в Єгипті приблизно в 1488 р. За даними різних джерел, він мав арабське або мавританське походження.
У дуже молодому віці він приєднався до флоту Арудж-реїса, найвідомішого з анатолійських берберських корсарів, які шукали щастя в Західному Середземномор'ї, діючи зі своїх баз на північноафриканському берберському узбережжі. В якості члена екіпажу братів Барбаросса, Арудж-реїса і Хизир-реїса, Саліх набув досвіду мореплавства і незабаром став одним з їх головних офіцерів.
Саліх-реїсу було близько 30 років, коли у 1518 році Арудж-реїс загинув в Алжирі під час боїв за Тлемсен проти іспанців. З 1518 року Саліх приєднався до флоту Хизир-Реїса, який успадкував прізвисько Барбаросса від свого старшого брата.
У 1520 році Саліх перебрався разом з Хизир-реїсом і Тургут-реїсом на острів Джерба, а пізніше того ж року напав на Бону в східному Алжирі, яка перебувала під контролем Іспанії.

## Кар'єра в Османському флоті
У 1529 році, на чолі флотилії з 14 галіотів, Саліх-реїс здійснив напад на Валенсійську затоку, а згодом приєднався до флоту Айдин-реїса, який брав участь у турецько-іспанській війні. Біля острова Форментера османські війська знищили іспанський флот, командир якого, Родріго Портундо, загинув у бою. Під час бою Саліх-реїс захопив галеру капітана Тортози і взяв сина адмірала Родріго Портундо у полон.
В 1533 році османський султан Сулейман I викликав Барбаросу з Алжиру до Константинополя. Флот Барбаросси відплив з Алжиру у серпні 1533 року і Саліх-реїс був одним з офіцерів в його складі. Напавши дорогою на Сардинію, Боніфачо на Корсиці, острови Монтекристо, Ельба і Лампедуза, флот захопив 18 галер поблизу Мессіни і дізнався від полонених, що Андреа Дорія, генуезький адмірал на службі імператора Карла V, прямує до Превези. Барбаросса здійснив набіг на сусідні узбережжя Калабрії, а потім відплив до Превези. Сили Дорії відступили після нетривалого бою після того, як Барбаросса в супроводі Саліх-реїса та Мурат-реїса захопив сім їхніх галер. Барбаросса прибув до Превези із загальною кількістю 44 галери, але 25 з них відправив назад в Алжир і направився до Константинополя з 19 кораблями, одним з яких командував Саліх-реїс, який разом з Мурат-реїсом був в делегації з 19 осіб, яку особисто прийняв Сулейман Пишний у палаці Топкапи. Сулейман призначив Барбаросу Каптан-і Дерю (адмірала флоту) Османського флоту та бейлербеєм (генерал-губернатором) Північної Африки. Також Барбаросса отримав в управління санджаки (провінції) Родос, Евбею та Хіос в Егейському морі. Натомість Саліх-реїс отримав звання комодора.
У 1533 р. Барбаросса і Саліх-реїс разом діяли проти підконтрольних Іспанії портів у Середземному морі. У липні 1535 р. Барбаросса доручив Саліх-реїсу завдання оборони Тунісу. У супроводі Кафер-реїса і дуже малої кількості турецьких солдат, Саліх-реїс зіткнувся з військами Джироламо Туттавілли, графа Сарно, фортеця якого знаходилася неподалік від Ла-Гулетт. Саліх-реїс зробив вигляд, що відступає, і врешті-решт виманив і розбив сили Туттавілли, які кинулись за ни навздогін. Туттавілла загинув у бою, а його фортецю захопили османи. В липні 1535 р. Саліх-реїс допомагав Хасан-реїсу (пізніше Хасан-паші), сину Барбароси, в управлінні Алжиром.
У 1536 р. Барбаросса і Саліх-реїс були покликані назад до Константинополя, щоб взяти на себе командування нападом Османського флоту на Габсбурзьке Неаполітанське королівство. У липні 1537 року турки висадились в Отранто і захопили місто, а також фортецю Кастро та місто Удженто в Апулії. У серпні 1537 року Лютфі-паша і Барбаросса очолили величезний османський флот, в якому брав участь і Саліх-реїс, який захопив Егейські та Іонічні острови, що належали Венеційській Республіці, а саме Сірос, Егіну, Іос, Парос, Тінос, Карпатос, Касос та Наксос. Того ж року Барбаросса здійснив спробу захопити у Венеції Корфу і знову здійснив набіг на Калабрію. Ці втрати змусили Венецію просити Папу Римського Павла III організувати Священну лігу проти османів.

## Битва при Превезі

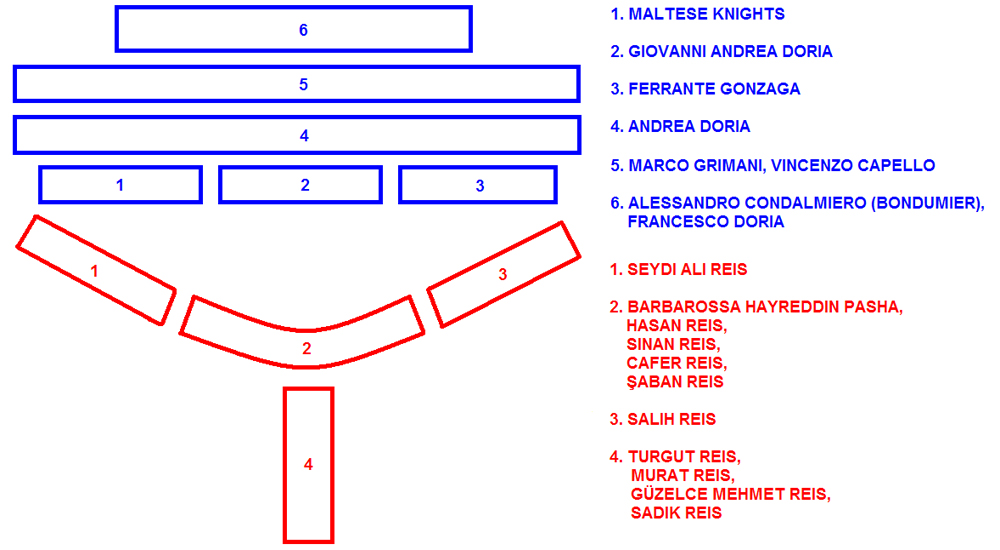
Саліх-реїс командував правим крилом турецького флоту в морській битві при Превезі в 1538 році

У лютому 1538 р. Папі Павлу III вдалося зібрати Священну лігу (що включала саме Папство, Іспанію, Священну Римську імперію, республіку Венеція та Мальтійських лицарів) проти османів, якою повинен був командувати Андреа Дорія, головний адмірал імператора Священної Римської імперії Карла V,
Саліх-реїс, нині бахріє Санджакбеї (контр-адмірал), командував 24 галерами, що утворювали праве крило османського флоту під час битви при Превезі у вересні 1538 р., в якій чисельно менші турецькі сили Барбароси Хайреддін-паші здобули перемогу над Священною лігою під командуванням Андреа Доріа. В одному з найвідоміших випадків битви Саліх-реїс та його люди атакували Галеоне ді Венеція, величезний венеційський флагман під командуванням Алессандро Кондальмієро (Бондум'є), разом із двома іншими венеціанськими галерами, які  були відігнані вітром від решти венеціанського флоту через брак веслярів, які загинули в результаті жорстоких боїв.

## Відвоювання Кастельнуово та завоювання венеційських островів в Егейському морі
У червні 1539 р. Саліх-реїс відплив з Константинополя з 20 галерами, а біля мису Малео приєднався до флоту Барбаросси, зібраного з метою відвоювати Кастельнуово (Герцег-Нові) у венеційців. На шляху до Кастельнуово їх об'єднаний флот захопив у венеційців острови Скіатос, Скірос, Андрос і Серіфос. У серпні 1539 року Хайреддін Барбаросса, Тургут-реїс і Саліх-реїс взяли в облогу Кастельнуово і у підсумку захопили місто. Вони також захопили сусідній замок Рісан, а пізніше здійснили напад на венеційську фортецю Каттаро та іспанську фортецю Санта-Венеранда біля Пезаро. Пізніше османський флот взяв залишки християнських форпостів в Іонічному та Егейському морях, які ще залишались на той час в руках християн. Зрештою Венеція була змушена підписати мирний договір із султаном Сулейманом Пишним у жовтні 1540 р., погодившись визнати османські територіальні здобутки та сплатити 300 000 золотих дукатів.

## Операції на узбережжі Франції та Каталонії
Згідно з деякими османськими джерелами, в 1540 році Саліх-реїс був разом з Тургут-реїсом у Гіролаті на Корсиці, де вони були захоплені об'єднаними силами Джаннеттіно Доріа (племінник Андреа Дорії), Джорджо Доріа та Джентіле Вірджиніо Орсіні під час ремонту своїх кораблів у гавані. Ці джерела також згадують, що Саліх-реїс і Тургут-реїс були змушені стати весельними рабами на генуезьких галерах, поки їх не звільнив Хайреддін Барбаросса в 1544 році, який увійшов у порт Генуї зі своїм величезним флотом з 210 кораблів і погрожував нападом у випадку відмови у викупі полонених.
Однак французькі, італійські та іспанські джерела визнають полон (1540) та звільнення (1544) Тургут-реїса, але не згадують про полон Саліх-реїса. Цілком імовірно, що тісна дружба між Саліх-реїсом і Тургутом та їх численні спільні операції могли спричинити плутанину.
Насправді, згідно з французькими, італійськими та іспанськими джерелами, Саліх-реїс брав участь у франко-османському завоюванні Ніцци 5 серпня 1543 р., яким командував Барбаросса. Згідно з тими ж джерелами, після завоювання Ніцци, Саліх-реїс командував османською флотилією з 20 галер і 3 фуст, яка того ж року напала на Коста-Брава в Каталонії, Іспанія. На початку жовтня 1543 року Саліх-реїс висадив свої війська під Розасом і розграбував місто. Наступного дня Саліх-реїс з'явився на островах Медас (Іллес-Медес) близько 1 км від узбережжя Л'Естартіта, перед тим як рушити до Палафружеля та Паламоса, під час облоги якого відбулись жорстокі бої. Звідти Саліх-реїс рушив до сусіднього Сан-Хуана-де-Паламос, який також був захоплено, і захопив іспанську галеру Брібона біля узбережжя Калель, рибальського селища в цьому районі. Пізніше він висадив свої війська в Емпурії (Ампурія) та Кадакесі, захопивши та пограбувавши обидва міста, перед тим як відплисти до Алжиру. Він був помічений у плаванні разом з Барбаросою навесні 1544 року.

## Операції на Сицилії, Мальті та в Західному Середземномор'ї
У середині червня 1548 року Саліх-реїс на чолі флотилії з 18 кораблів з'явився у Капо-Пассеро на Сицилії, а згодом на Гоцо на Мальтійському архіпелазі з 12 кораблями — відправивши 6 своїх кораблів в Алжир, де вони приєднаються до Тургут-реїса, за наказом, який він отримав від Хусейна Челебі.
Восени 1550 року Андреа Доріа зв'язався з Саліх-реїсом і спробував перевербувати його на службу Іспанії замість Османської імперії, але безуспішно.

## Завоювання Триполі (Лівія). Адмірал Західного Середземномор'я та бейлербей Алжиру
У червні — серпні 1551 р. Саліх-реїс приєднався до флоту Сінан-паші та Тургут-реїса і зіграв важливу роль у завоюванні Триполі (Лівія), яким з 1530 р. володіли лицарі Святого Іоанна, яким він був подарований Карлом V Іспанським. Він піддав гарматному обстрілу фортецю лицарів з відстані приблизно 150 кроків, що зрештою змусило командира госпітальєрів Гаспаре де Віллера, здатися. Саліх-реїс повернувся до Константинополя, де завдяки успіху в підкоренні Триполі йому було присвоєно звання Бахріє Бейлербеї (адмірал) Османського флоту Західного Середземномор'я і призначено бейлербеєм османського Алжиру в 1552 році.
У квітні 1552 року він дістався до Алжиру, а згодом відплив до Сицилії, де захопив мальтійський корабель. Влітку 1552 року він приєднався до сил Тургут-реїса, який висадився в Неаполітанській затоці, і разом з ним пізніше напав на узбережжя Лаціо та Тоскани. Звідти Саліх-реїс відплив до Марселя, а згодом напав і розграбував острів Майорка (Майорка).

## Похід по суші до пустелі Сахара (1552)
З Майорки він відплив назад до Алжиру, де підготував свої війська до походу на сушу до пустелі Сахара для розширення Османського Вілаєту (провінції) Алжиру вглиб материка. Війська просунулися на південь і захопили місто Туггурт, побудований навколо оази на півдні Алжиру. Звідти османи рушили до Уаргла, знайшовши місто-привид, мешканці якого втекли, почувши їх прибуття.

## Відновлення ваттасидського султана у Фесі
У 1549 р. новий правитель Марокко Мохаммед еш-Шейх переміг ваттасидського султана Алі Абу Хассуна, який керував лише Фесом та навколишнім регіоном і щойно оголосив себе васалом османів. Еш-Шейх навіть захопив Тлемсен, поклавши край династії Заянідів над містом. Після цього він почав просуватися далі на схід в Алжирі і напав на османів. Це спричинило контратаку Османської імперії, яка відвоювала Тлемсен у 1552 р. і просунулась до Феса, де в 1554 р. відновила Алі Абу Хассуна, який, в свою чергу, нагородив османів островом Пеньйон-де-Велес-де-ла-Гомера з сусіднім портом Бадіс на узбережжі Середземного моря, який раніше був захоплений у іспанців в 1522 р. Але це тривало лише кілька місяців, оскільки у вересні 1554 року Мохаммед аш-Шейх відвоював Фес і переміг Абу Хассуна та його османських союзників у битві при Тадлі.

## Повернення в Алжир
У 1555 р. французький флот, союзний тоді з Османською імперією Сулеймана Пишного, направив ескадру до Алжиру з проханням до Саліх-реїса про допомогу проти іспанців. Саліх-реїс прийняв прохання і передав 22 свої галери з османськими солдатами та гарматами на службу французькому флоту. Пізніше, на чолі армії з 40000 чоловік, він обложив Бужу (Беджаю). Після 14 днів безперервних артилерійських обстрілів він зруйнував дві основні оборони міських стін: фортецю Вержелет, яка контролювала вхід до порту, та іспанський замок, який стояв прямо перед міськими стінами. Іспанський губернатор Буджі Альфонсо ді Перальта вирішив укласти мир із Саліх-реїсом, замість того, щоб продовжувати захищати місто до кінця. Згідно з пактом, османи дозволили всім вижилим іспанським жителям Бужі безпечно повернутися до Іспанії зі своїми речами, а іспанським військам забрати гармати та зброю. Однак, незважаючи на те, що губернатор Альфонсо ді Перальта міг безпечно відплисти до Валенсії разом із 20 своїми високопосадовцями на французькому кораблі, деякі іспанські цивільні (близько 400 чоловіків, 120 жінок та 100 дітей) були захоплені в полон і поневолені корсарами, що діяли в цьому районі. Альфонсо ді Перальта був заарештований, як тільки він зайшов у порт Валенсії, і Карл V наказав стратити його за державну зраду, яка відбулася на громадській площі Вальядоліда.
Пізніше того ж року Саліх-реїс захопив у іспанців Пеньон-де-Велес-де-ла-Гомера після чого відплив до Константинополя, де його прийняв султан.

## Облоги Орана, 1556 і 1563 роки
У 1556 р. він покинув Константинополь і відплив до іспанської фортеці Оран в Алжирі, на яку напав на чолі флотилії з 30 галер. Він зруйнував іспанські форти, що захищали вхід до порту, але не зміг захопити саме місто через запеклий опір іспанської гарнізону і місцевого населення і відступив зі своїм флотом до Алжиру.
У квітні 1563 р., на чолі загону в 10000 солдат, він знову взяв в облогу Оран і Мерс-ель-Кебір, цього разу також за сприяння Тургут-реїса, який підтримав його силою з 20 кораблів і 20 одиниць облогової артилерії. Оран знову тримався до останнього, поки його не врятувала велика іспанська флотилія, яка прибула в червні, але османи обстріляли і зруйнували фортецю Мерс-ель-Кебір.

## Облога Мальти, 1565 рік
У серпні 1565 року Саліх-реїс взяв участь в османській облозі Мальти і командував загоном з 15 000 солдатів, які напали на форт Святого Михайла. Ближче до кінця серпня йому вдалося викопати під стінами Бастіону Кастільї потужний підкоп і підірвати його стіни, після чого Саліх атакував бастіон з 4000 чоловік. Тим часом Лала Кара Мустафа-паша командував головною атакою на форт Святого Михайла, під час якого він мало не загинув від гарматного обстрілу, отримавши важкі поранення. Тоді Саліх-реїс зайняв його місце і розмістив свої війська навколо руїн Бастіону Кастилії. Туркам вдалося захопити форт Сент-Ельмо на головному острові, але ціною занадто великих жертв, включаючи знаменитого Тургут-реїса, якому було 80 років, коли він загинув від гарматного пострілу на Мальті, незадовго до захоплення форту Сент-Ельмо. Зрештою облога була знята, коли на Мальту прийшов великий християнський флот, який був зібраний для підтримки мальтійських лицарів.

## Смерть в Алжирі, 1568 рік
Облога Мальти була також останньою значною операцією Саліх-реїса, якому на той час було близько 77 років. Він помер в Алжирі через 3 роки, в 1568 році, близько 80-річного віку, як і його друг Тургут-реїс.
Тургутлу і Саліхлі — два сусідні міські центри в провінції Маніса в Егейському регіоні Туреччини.

## Спадщина
Саліх-реїс відносився до покоління великих турецьких адміралів XVI століття, таких як Кемаль-реїс, Арудж-реїс, Хайреддін Барбаросса, Тургут-реїс, Куртоглу Мусліхіддін-реїс, Пірі-реїс, Піяле-паша, Мурат-реїс та Сейді Алі-реїс.
Він зіграв важливу роль у битві при Превезі (1538), яка забезпечила турецьке панування над Середземним морем за його життя, до битви при Лепанто (1571), яка відбулася через 3 роки після його смерті.
Він значно розширив османські території на північному заході Африки і поширив їх до узбережжя Атлантичного океану.
Іменем Саліх-реїса названо кілька військових кораблів ВМС Туреччини.